# Operación Gardel
La Operación Gardel fue el nombre clave dado por la organización guerrillera peronista Montoneros al derribo del avión Lockheed C-130H Hercules TC-62 perteneciente al Escuadrón I de la Fuerza Aérea Argentina, mientras despegaba del Aeródromo Teniente Benjamín Matienzo de Tucumán, el 28 de agosto de 1975, transportando 114 gendarmes, desde esa ciudad hacia San Juan, en el marco del Operativo Independencia. El pelotón "Marcos Osatinsky" fue el encargado de llevar a cabo la acción. Como resultado hubo seis gendarmes muertos (dos suboficiales y cuatro gendarmes), 23 heridos (nueve de ellos con heridas graves) y la destrucción total del avión al precipitarse sobre la pista.
A partir de este hecho, el Ejército, que desde el inicio de la intervención en Tucumán se había concentrado en combatir a la guerrilla del ERP, pasó a perseguir activamente a Montoneros.

## Preparativos
El plan de Montoneros consistía en la detonación a control remoto una enorme carga explosiva en forma de cono (formado en la punta por una semiesfera de 10 kg de TNT, más una capa de diametón de 60 kg y los restantes 90 kg de amonita) colocada por debajo de la pista, en un sector de la misma en el cual el C-130 se encontraría al máximo de su potencia, de manera que fuese imposible abortar el despegue.
Casi a mitad de la pista, a 1100 metros de la cabecera norte y 1000 de la sur, se hallaba un desagüe pluvial que conducía a una alcantarilla en desuso que a su vez cruzaba por debajo de la pista de la base aérea. Se tendió un grueso cable que conectaba la carga, a través de los 250 metros del túnel y emergiendo de una boca de tormenta, con la batería de 12 V de un vehículo de Agua y Energía Eléctrica estacionado. El pulsador sería accionado desde un pozo cercano.
Los preparativos de esta «verdadera obra de ingeniería militar», calificada posteriormente como tal por la organización guerrillera, habían tenido lugar entre los meses de marzo y junio. La horqueta de una rama fue utilizada como punto de referencia para calcular la trayectoria del avión y accionar la carga explosiva.

## El derribo
El TC-62 había despegado de la I Brigada Aérea «El Palomar» a las 09:00, llevando a bordo 85 miembros de la Policía Federal Argentina, y aterrizó en el Aeropuerto Benjamín Matienzo a las 11:56, al mando del Mayor Carlos Beltramone. Inmediatamente se procedió al reabastecimiento y embarque de 114 miembros de la Gendarmería Nacional, pertenecientes al Equipo de Combate San Juan. El itinerario de ese día para el TC-62 comprendía, además de ese vuelo de Tucumán a San Juan, otro transporte hacia La Rioja y el regreso a Buenos Aires. Los gendarmes llevaban consigo todos los pertrechos militares.
A las 13:05, el TC-62 comenzó su carreteo y, tras recorrer 800 metros de la cabecera 18, alcanzó la velocidad de 200 km/h. La explosión se produjo entre 100 y 150 metros delante de la máquina –estando esta ya en el aire– y a unos dos segundos de distancia en tiempo, dejando un cráter de doce metros de ancho por dos de profundidad. El piloto intentó la trepada del avión, pero la onda expansiva lo tomó en posición ascendente, entre 12 y 15 m sobre el suelo. La aeronave se incendió parcialmente, se inclinó sobre su derecha y cayó sobre la pista, arrastrándose unos 400 m.
La explosión destruyó al aparato en su totalidad, dejando un saldo de cinco gendarmes muertos y veintinueve heridos de diversa consideración, incluyendo a seis de los siete tripulantes. Los gendarmes Francisco Evaristo Gómez, Juan Argentino Luna, Marcelo Godoy, Pedro Yáñez y Juan Riveros perecieron en el acto. Raúl Remberto Cuello, que había escapado ileso, regresó varias veces al interior del C-130 para rescatar a posibles sobrevivientes y murió por asfixia.

## Reconocimientos
Una plazoleta del barrio 28 de Agosto de la ciudad sanjuanina de Jachal lleva el nombre de «Sargento Ayudante Yáñez», y en ella se ubica una placa de bronce recordando a los gendarmes muertos.
En el lugar donde anteriormente se encontraba el Aeropuerto, se encuentra la Terminal de Ómnibus y La avenida Papa Francisco, donde actualmente hay una placa que recuerda a los gendarmes muertos en el atentado.